# 에반 토드
에반 토드(Evan Todd, 1989년 2월 25일 ~ )는 미국의 영화배우, 텔레비전 배우이다.
키시미에서 태어났다.

## 영화
- 모노가미쉬 (2017년) - 애슐리 역
- 포스 맨 아웃 (2015년)